# Ban Zhao
Ban Zhao (zi: Huiban, 惠班; ur. ok. 48, zm. ok. 116) – chińska pisarka, poetka i historyczka. Najmłodsze dziecko Ban Biao, siostra Ban Gu i Ban Chao.

## Życiorys
W wieku 14 lat została poślubiona mężczyźnie imieniem Cao Shishu (曹世叔). Po jego wczesnej śmierci zdecydowała się nie wychodzić więcej za mąż i oddała się nauce. Od nazwiska męża nazywano ją Uczoną Panią Cao (曹大家, Cao Dajia).
Była cesarskim historykiem na dworze cesarza He. Po śmierci swojego brata Ban Gu ukończyła jego Księgę Hanów. Zarządzała cesarską biblioteką i nauczała historii. Pisała także poezje. Jej najważniejszym samodzielnym dziełem są Wykłady dla kobiet (女誡, Nüjie).